# Lạm phát cơ bản
Lạm phát cơ bản (tiếng Anh: Core inflation) là chỉ số đo mức lạm phát loại trừ một số mặt hàng dễ thay đổi giá như lương thực và năng lượng. Hiện nay trên thế giới có một số nước đã dùng để làm tỷ số lạm phát chính thức khi công bố với dân chúng. Ở Việt Nam hiện vẫn đang dùng chỉ số lạm phát thông thường (tức bao gồm cả giá lương thực và năng lượng trong giỏ hàng hóa).